# Cloef

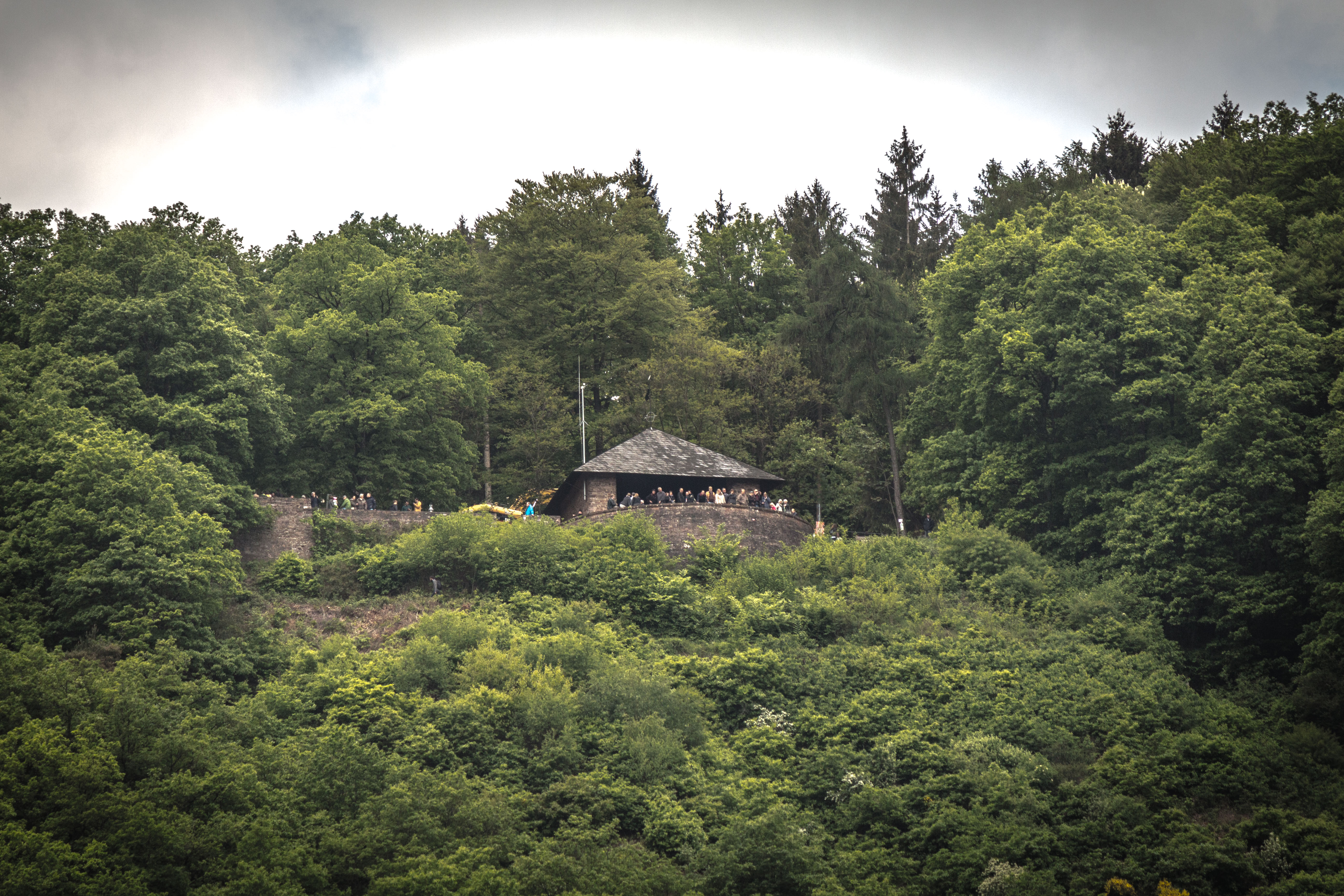
Aussichtspunkt Cloef (Mai 2016)

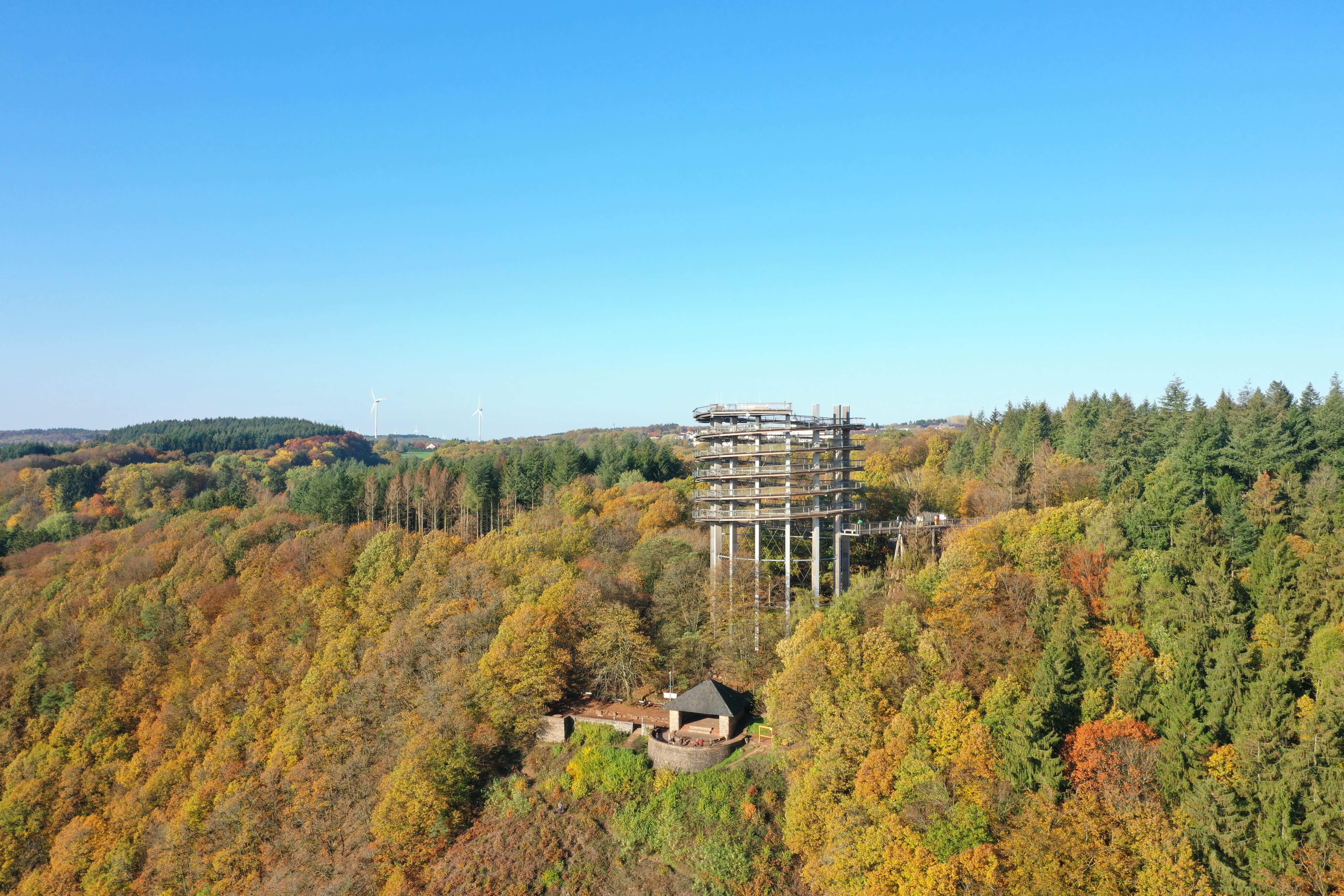
Schutzhütte auf der Cloef und Aussichtsturm (2020)

Die Cloef (französisch la clœf) ist ein felsiger Aussichtspunkt im Scheitel der Saarschleife beim Mettlacher Ortsteil Orscholz, wo eine vorspringende Felsformation aus Taunusquarzit sich bis zur Saar hinabzieht und in früherer Zeit ein Hindernis für die Schifffahrt darstellte.
Zum Ursprung des Namens Cloef gibt es zwei Theorien:
- Eine Version führt ihn aus dem Lateinischen von CLIVUS oder CLEVUS her, in der Bedeutung von „Abhang“. Dies würde mit der Felsformation übereinstimmen, auf der die Cloefschutzhütte steht.
- Eine andere Version leitet den Namen aus dem Keltischen ab, wonach es ein „steiniges Kerbtal“ bezeichnet.

Einen Ort „Clef“, wie er im moselfränkischen Dialekt ausgesprochen wird, gibt es auch im Luxemburgischen. Es ist der Name der Stadt Clerf bzw. Clervaux im Ösling. Ähnlich wie an der Saarschleife hat sich dort das Flüsschen Clerve ins Gebirge geschnitten, wie in einem steinigen, felsigen Kerbtal.
Den gleichen Wortstamm gibt es auch am Niederrhein mit der Kreisstadt Kleve (früher Cleve/Cleef). Aus diesem Ursprung stammen die heutigen Wörter Kliff/Klippe. Die Schwanenburg in Kleve wurde auf einem Felsen über einem Altrhein-Arm erbaut.
Der Aussichtspunkt Cloef bietet den besten Blick auf die Saarschleife, das Wahrzeichen des Saarlandes, zu Füßen von Orscholz. Zahlreiche Staatsoberhäupter und Politiker besuchten den Aussichtspunkt, darunter der preußische König Friedrich Wilhelm IV. (am 29. September 1856) und Adolf Hitler (am 16. Mai 1939). Der damalige saarländische Ministerpräsident Oskar Lafontaine und der spätere deutsche Bundeskanzler Gerhard Schröder ließen sich am 4. August 1997 vor dem auffallenden Hintergrund fotografieren. Der französische Präsident Jacques Chirac und der polnische Präsident Lech Kaczyński trafen sich unten an der Saarschleife zum Dreier-Gipfel mit Bundeskanzlerin Angela Merkel am 5. Dezember 2006.
Am 23. Juli 2016 wurde der Baumwipfelpfad Saarschleife mit einem oberhalb des Aussichtspunktes Cloef befindlichen Aussichtsturm eröffnet.

## Fotos

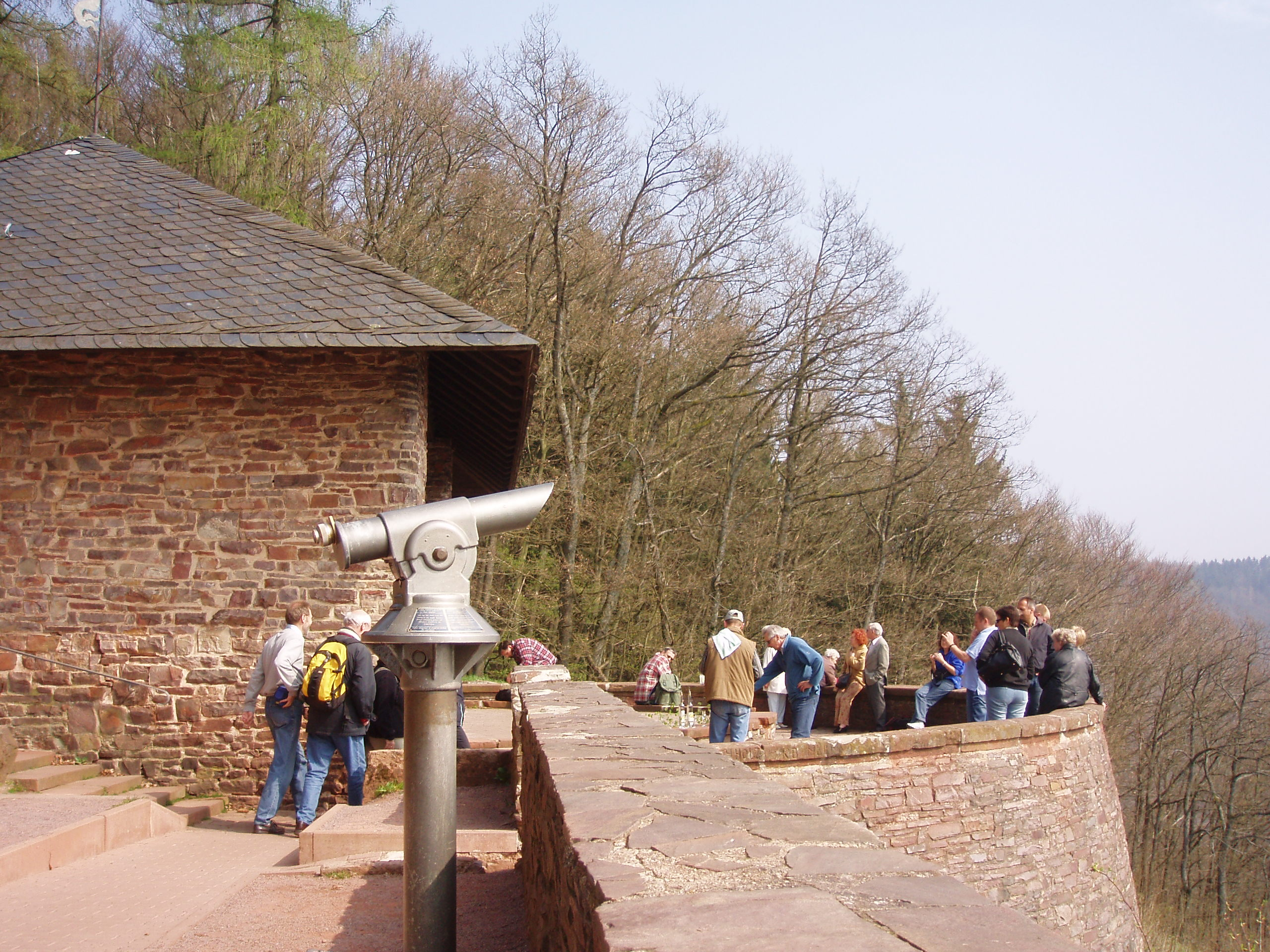
Schutzhütte und Aussichtsterrasse
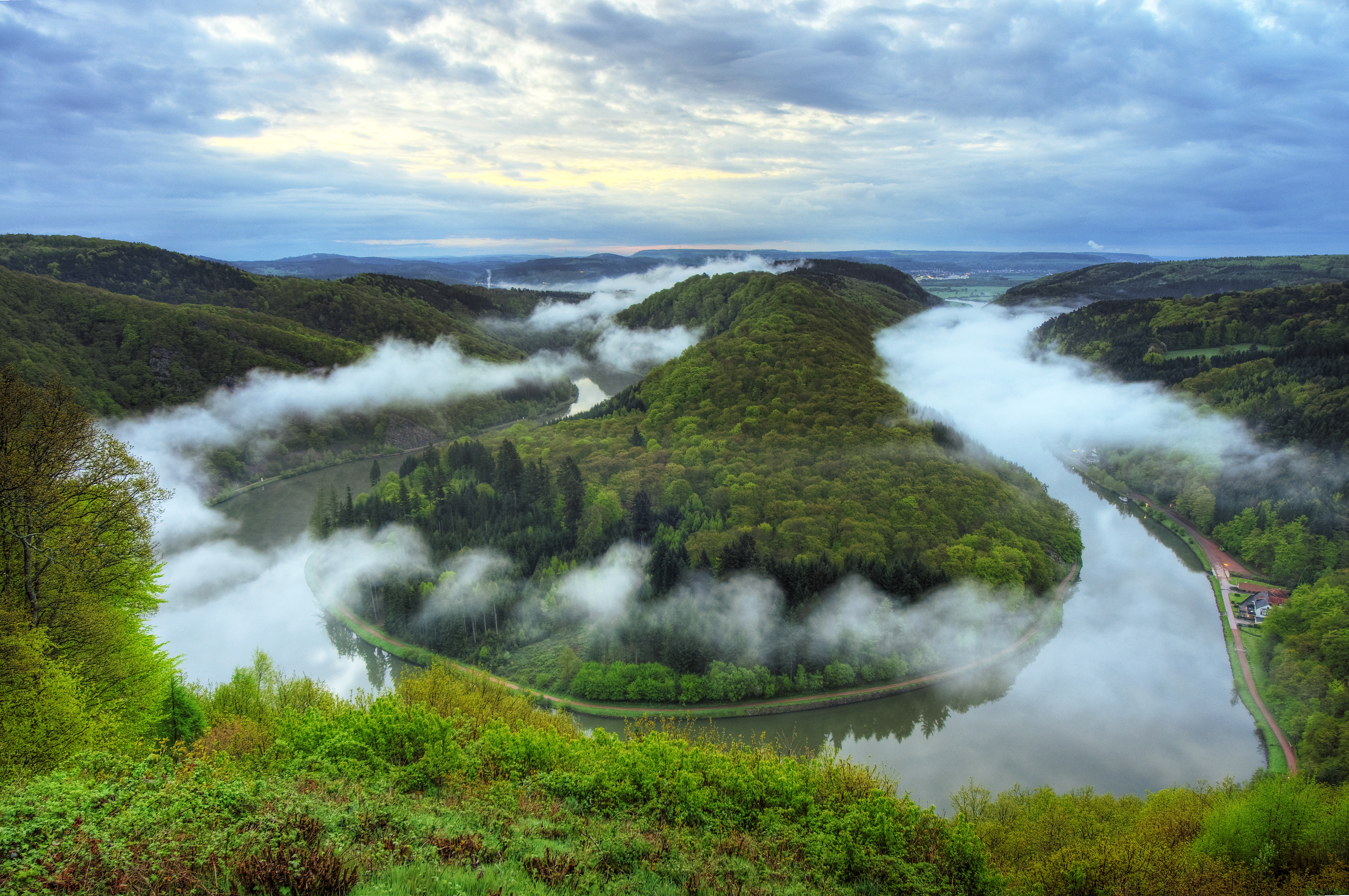
Blick von der Cloef auf die Saarschleife
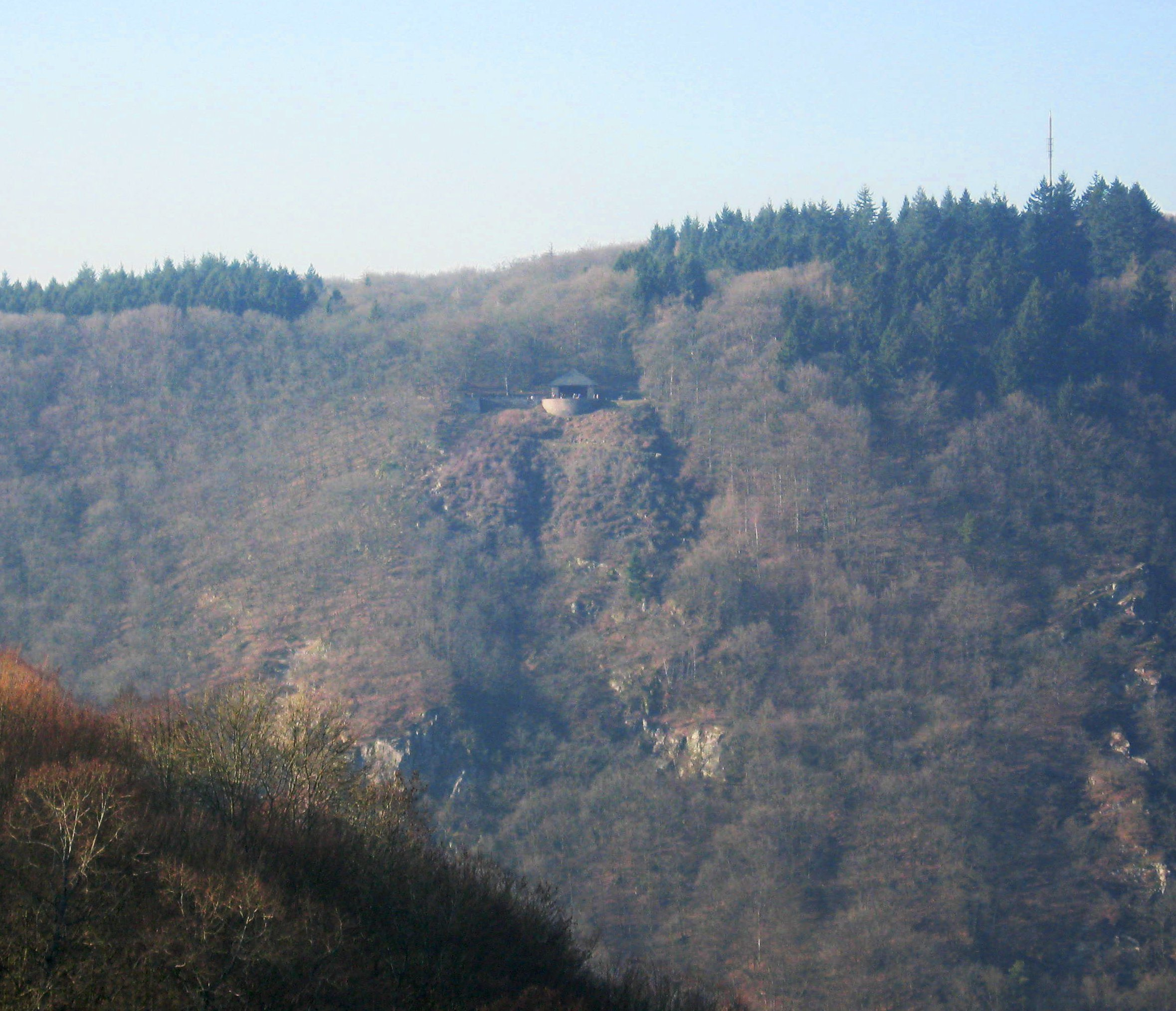
Blick auf die Cloef von Montclair
Blick von der Cloef auf die Saarschleife im Spätsommer mit erstem Nebel
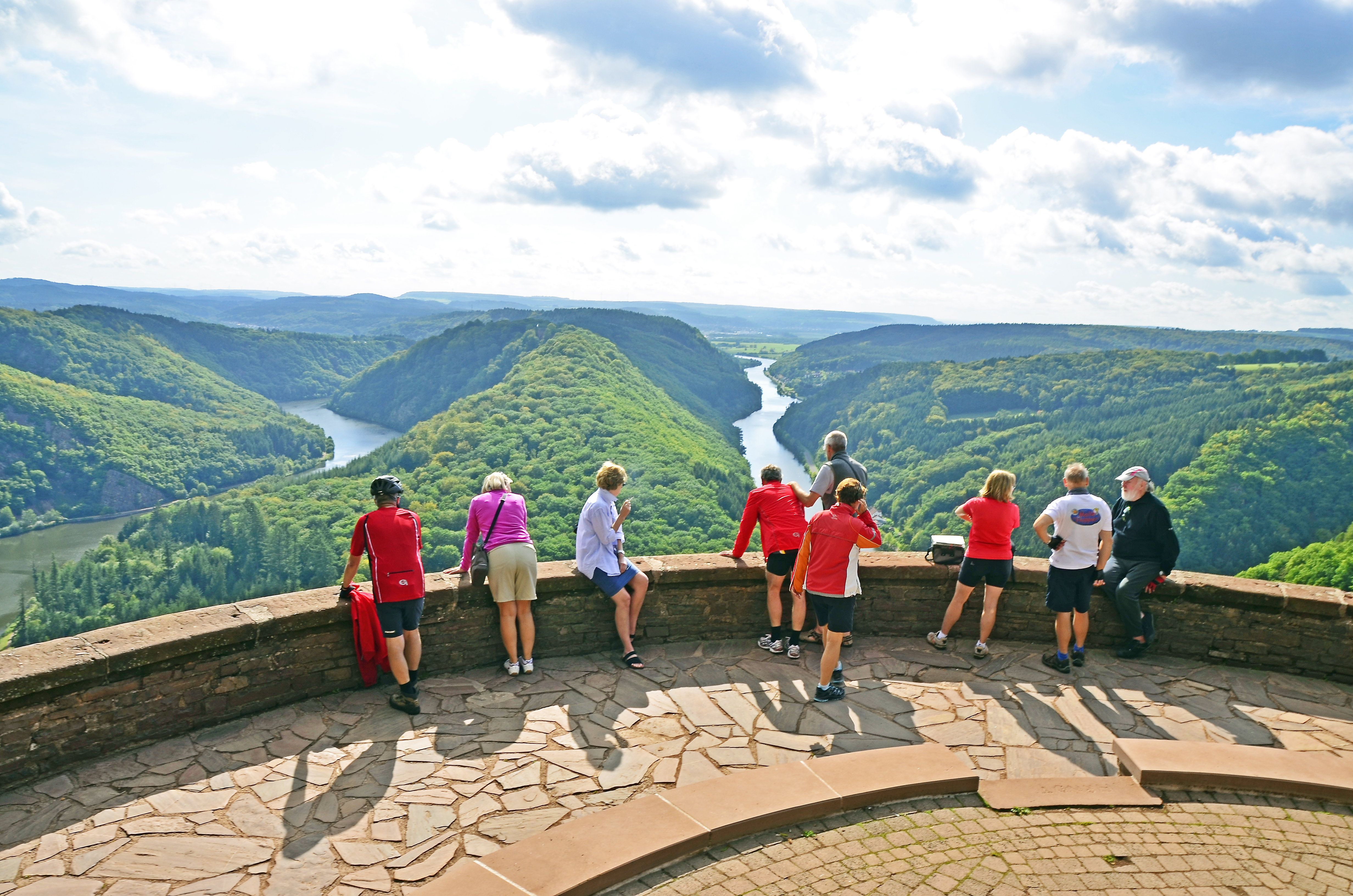
Besucher auf der Besucherterrasse
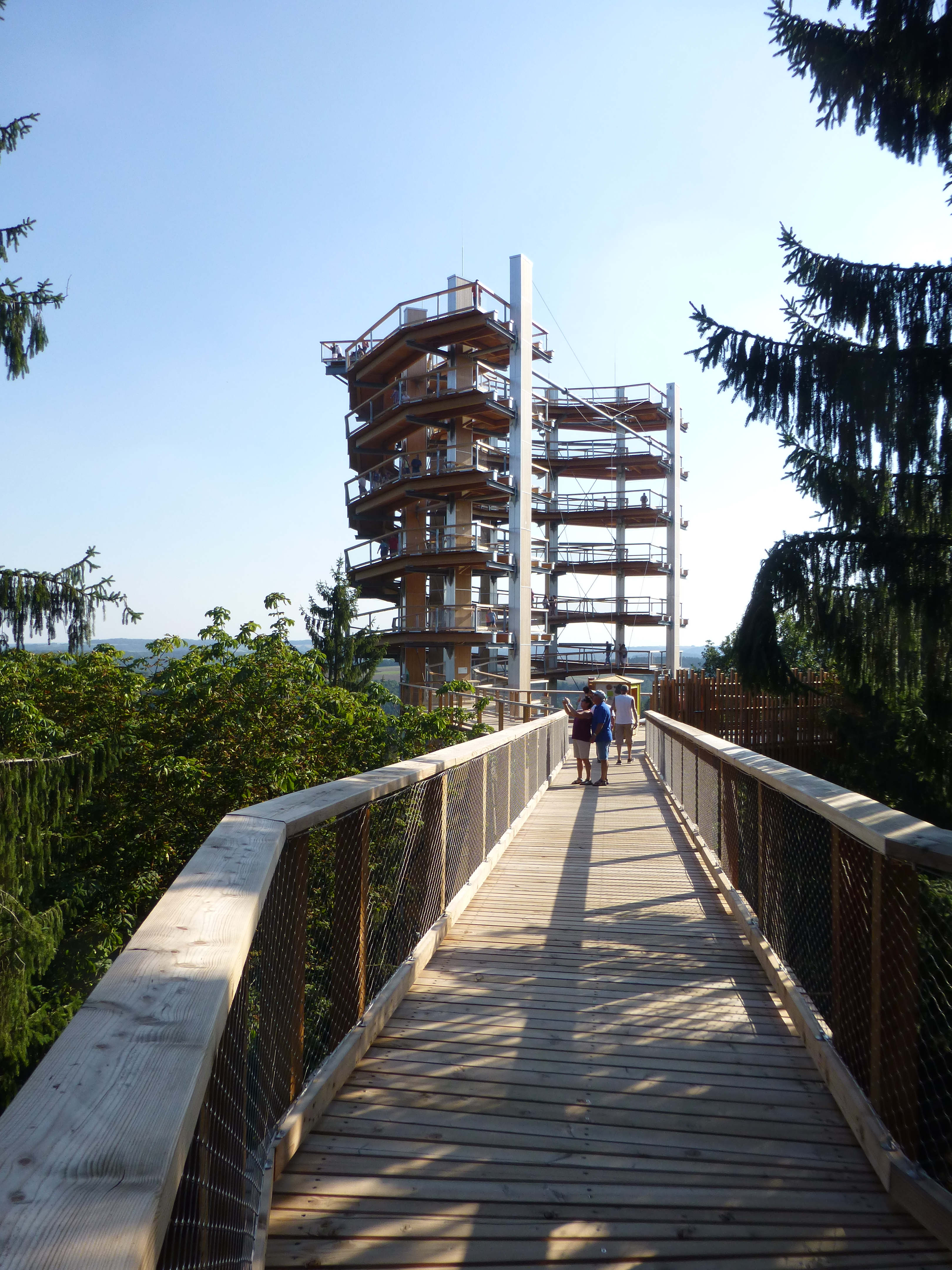
Baumwipfelpfad Saarschleife mit Aussichtsturm